# Боярин (корвет)
«Боярин» — парусно-винтовой корвет 10-пушечного ранга Российского императорского флота типа «Боярин».
Предназначался для крейсерской войны на коммуникациях противника, разведки, патрульной службы и проведения совместных операций с клиперами и фрегатами.

## Постройка
Заложен 9 октября 1855 года на Охтинской верфи в Петербурге по единому проекту в рамках строительства 14 корветов («Боярин», «Новик», «Медведь», «Посадник», «Гридень», «Воевода», «Вол», «Рында», «Зубр», «Рысь», «Удав», «Буйвол», «Вепрь», «Волк»). Эти корветы не уступали кораблям корветского ранга по характеристикам и качеству зарубежной постройки.
Постройкой занимался поручик корпуса корабельных инженеров А. А. Иващенко. Корвет спущен на воду 21 мая 1856 года. Водоизмещение составляло 885 тонн, мощность машины была 200 л. с., на вооружении было 11 орудий. Экипаж состоял из 14 офицеров и 154 человек нижних чинов.

## Тактико-технические данные
- Водоизмещение: 885 тонн
- Длина по корпусу: 50,0 метров
- Длина по КВЛ: 46,23 метра
- Высота борта в носу: 7,87 метра
- Высота борта по миделю: 6,92 метра
- Высота борта в корме: 7,4 метра
- Ширина без обшивки: 9,7 метра
- Осадка по корпусу: 3,15 метра
- Осадка максимальная: 4,02 метра (13¼ фута)
- Силовая установка: 1 паровая машина на 200 л. с., 3 котла, 1 руль, 9 косых парусов,11 прямых парусов
- Скорость хода: 7,5 узла под парами
- Артиллерийское вооружение: 11 × 1 × 24-фунтовых (150-мм) карронад
- Экипаж: 168 человек, в том числе 14 офицеров

## Служба

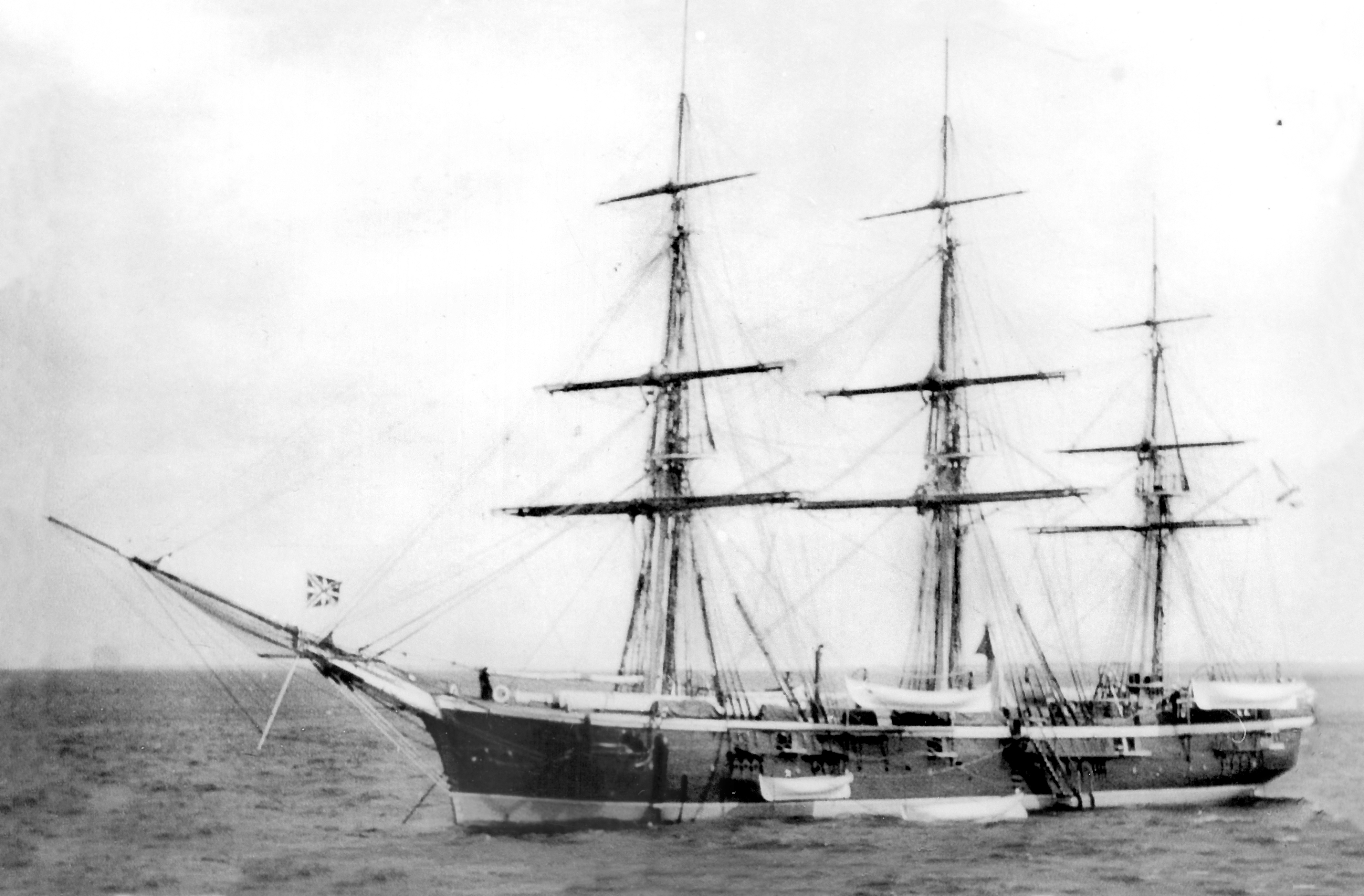
«Боярин», 1860-е года.

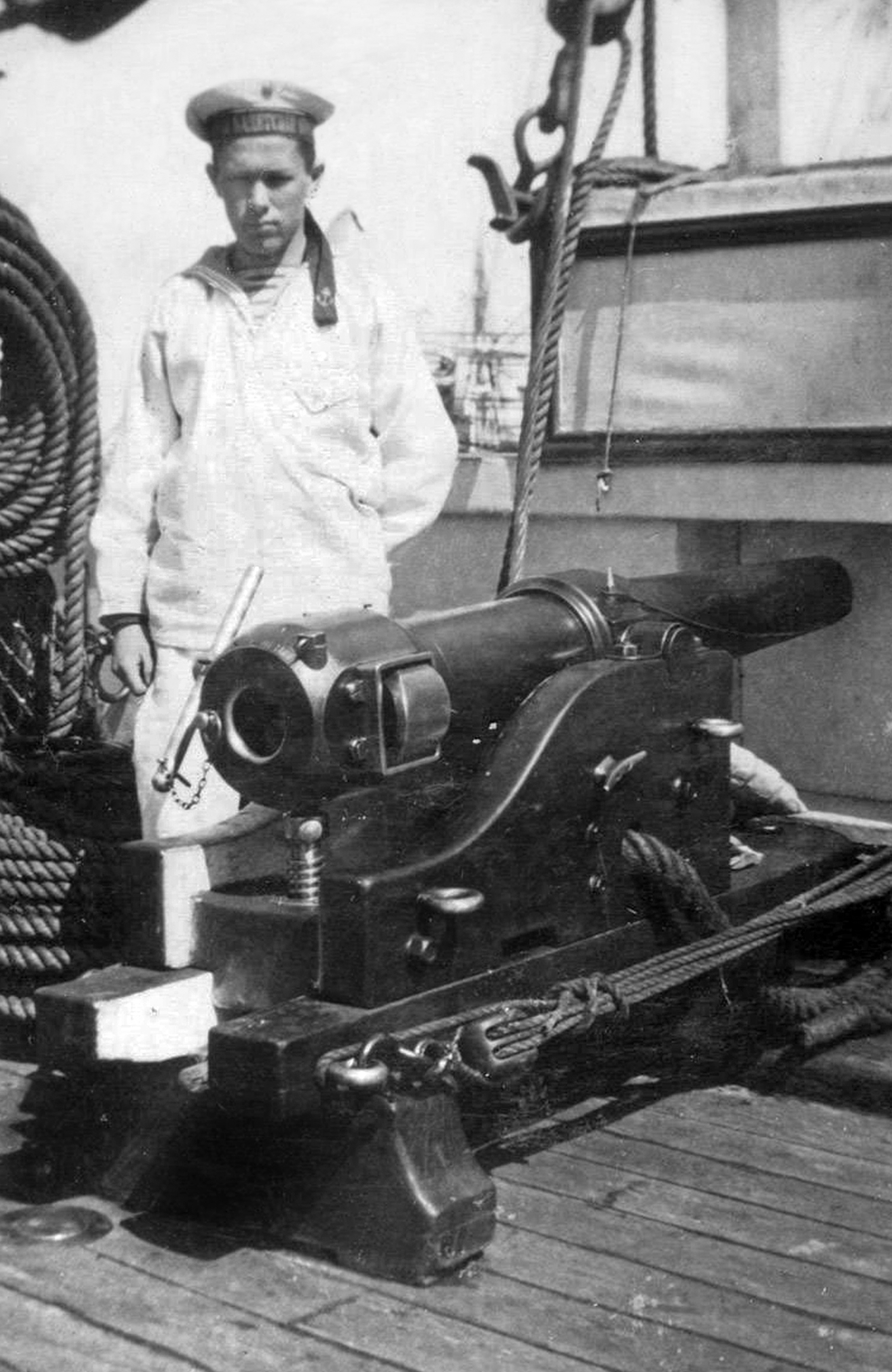
Матрос у орудия на корвете «Боярин», 1860-е года.

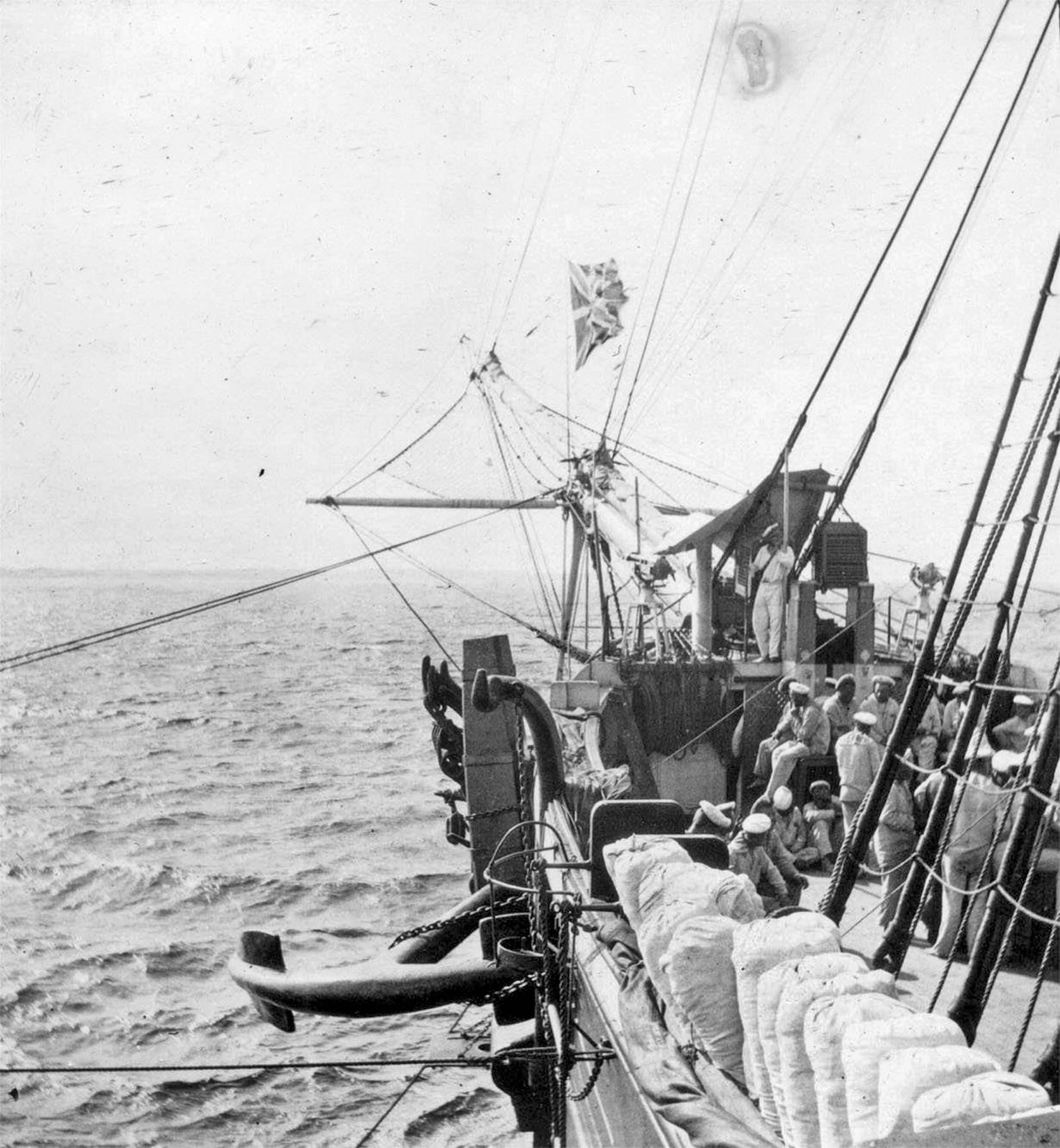
«Боярин» в Тихом океане.

### 1857—1861 года
В 1857 году капитан 1-го ранга Д. И. Кузнецов возглавил 1-й Амурский отряд винтовых судов. В отряд были включены «Боярин» (капитан 2-го ранга А. П. Гревенс), «Воевода» (капитан-лейтенант Ф. Я. Брюммер, брейд-вымпел начальника отряда), «Новик» (капитан-лейтенант Стааль 2-й), «Джигит» (капитан-лейтенант Г. Г. Майдель), «Пластун» (капитан-лейтенант Мацкевич), «Стрелок» (капитан-лейтенант Федорович) и транспорт Российско-Американской компании «Император Николай I».
19 сентября (1 октября) 1857 года «Боярин» в составе отряда вышел из Кронштадта на Дальний Восток к устью Амура. 21 сентября отряд зашёл в Свеаборг для пополнения запаса угля, у утром 23 числа вновь вышел в море. Во время перехода из Свеаборга в Копенгаген, куда отряд прибыл 29 сентября, на «Боярине» начались неполадки в машине. Исправить машину взялись на механическом заводе Баумгартера и Бурмейстра. К 12 октября ремонт корабля и снабжение отряда было окончено, а 25 числа отряд стал на якорь на Шербургском рейде, где корабли подготовили к дальнему переходу. 29 ноября отряд вышел в море. 2 декабря во время шторма на «Боярине» была потеряна фор-стеньга и две брам-стеньги. Для исправления корвет был отправлен в Брест в сопровождении «Воеводы», на котором открылась течь. Остальным кораблям отряда был отдан приказ идти далее до мыса Доброй Надежды под общим командованием капитан-лейтенанта Стааля.
4 декабря оба корабля прибыли в Брест, где их командиры встретились с вице-адмиралом И. И. фон Шанцом. 15 января 1858 года, когда «Боярин» уже был готов, он вышел в дальнейшее плаванье. «Воевода» же остался в Бресте, и по причине долгого исправления дефектов, Д. И. Кузнецов перенёс свой штаб на корвет «Боярин». После ремонта в Бресте, первая промежуточная остановка была сделана 2 февраля в Санта-Круз на острове Тенерифе. На переходе от Санта-Круз, откуда вышел 5 числа, корвет проходил в среднем в сутки по 200 миль, и 18 февраля пересёк линию экватора в долготе 25° 45'. Пройдя экватор, корвет двигался от 130 до 175 миль в сутки. С долготы 30° 17' корвет замедлился по причине встречных ветров и несколько раз штилевал. От Бреста до Саймонс-Бэй на мысе Доброй Надежды, «Боярин» добрался за 67 дней, где его ждали все корабли отряда, за исключением «Воеводы», который покинул Брест только 18 февраля. В Саймонс-Бэе Д. И. Кузнецов перенёс свой штаб с «Боярина» на корвет «Новик». После небольшого ремонта «Боярина» и устранения незначительных повреждений на остальных кораблях, отряд вышел в море 13 апреля. К 1 мая отряд преодолел 2620 миль. В ночь с 15 на 16 мая отряд попал страшный шторм — кренометр выходил за пределы на оба борта, а на «Новике» вырвало фок-стаксель. 26 мая корабли вошли в Зондский пролив, а на следующий день стали на якорь у селения Анжер. Следующая остановка была сделана в Сингапуре 4 июня. Здесь корабли остались на 8 дней исправляя повреждённый рангоут во время шторма. 28 июня отряд пришёл в Гонконг.
В Гонконге капитан 1-го ранга Д. И. Кузнецов получил распоряжение от вице-адмирала графа Е. В. Путятина отправить «Стрелок» и «Пластун» в Печелийский залив, а сам с оставшимися кораблями отряда отправится к Де-Кастри. 4 июля корабли оставили рейд Гонконга. 1 августа «Боярин», «Новик» и «Джигит» вошли в Татарский пролив. В залив Де-Кастри (ныне Чихачёва) отряд прибыл в 5 августа 1858 года. 20 августа Д. И. Кузнецов получил приказ о своём производстве в контр-адмиралы и распоряжение командира Сибирской флотилии зайти в Амур и перейти к Николаевску (ныне Николаевск-на-Амуре). 6 сентября на рейде Николаевска был произведён хвалебный молебен в честь успешного окончания перехода. 7 сентября вице-адмирал Д. И. Кузнецов спустил свой брейд-вымпел, и отряд перешёл под командование начальника Сибирской флотилии. На зимовку «Боярин» остался у Николаевска.
Кампанию 1959 года «Боярин» начал под командованием капитан-лейтенанта А. А. Юнкмана, выйдя 6 мая из Пальво в Николаевск, куда прибыл 18 мая. 22 мая «Боярин» отправился за углём в Дуэ, а пополнив запас пришёл в Де-Кастри 30 мая. 3 июня корвет вновь перешёл к Дуэ за углём, а оттуда через Де-Кастри взял курс в южные гавани Пиморья.
7 июня Генерал-губернатор граф Н. Н. Муравьёв-Амурский поднял свой флаг на пароходо-корвете «Америка» для осуществления визитов в Японию и Империю Цин для переговоров о уточнении пограничной линии, определённой Айгунским договором и решения «Сахалинского вопроса». В сопровождение «Америке» были определены: «Боярин», «Воевода», «Стрелок», «Пластун» и транспорт «Японец». Местом сбора отряда был определён Хакодате. С 11 июня отряд начал собираться в Хакодате. Также к отряду присоединился клипер «Джигит», ранее находившийся в распоряжении консула в Японии.
Выйдя из Де-Кастри ещё 7 июня «Боярин» посетил залив Дондас на Русском острове (англ. Port Deans Dundas, ныне бухта Новик). А 26 июня отправился далее, но на выходе встретился транспорт «Манджур», с начальником штаба географической экспедиции В. М. Бабкиным на борту. С транспорта передали распоряжение Генерал-губернатора следовать в Вей-Хай-Вей и погрузили 2000 пудов угля. Далее корвет отправился к месту нового назначения. 16 июля «Боярин» пришёл в Чусань (Чжоушань), а через четыре дня продолжил переход. 1 августа «Боярин» пришёл в Вей-Хай-Вей. 10 августа, после сбора эскадры, корабли начали переход в Хакодате. В ночь с 28 на 29 августа «Боярин» выдержал сильный шторм, и 1 сентября вступил в Сангарский пролив, а 2 сентября стал на якорь на рейде Хакодате.
5 (17) сентября 1859 года в командование корветом вступил капитан-лейтенант барон Г. Г. Майдель. 10 сентября корвет вышел в Николаевск. Для зимовки корвет был разоружён и введён в протоку Пальво
В начале января 1860 года в Особом комитете под председательством Александра II решено было собрать в китайских водах эскадру под командованием капитана 1-го ранга И. Ф. Лихачёва (первая Тихоокеанская эскадра). Отряд крейсеровал в Японском море и выполнял особые поручения в Империи Цин, Японии, а также проводил исследования.
После зимовки, «Боярин» пришёл в Николаевск 17 мая 1860 года, где был вооружён. 31 мая корвет отправился в Печелийский залив для соединения с эскадрой. На переходе «Боярин» 11 июня посетил Де-Кастри, а 23 июня встретил транспорт «Японец», с которого узнал, что вся эскадра находится в Шанхае. 26 июня была остановка в устье реки Вусунг, 3 июля в устье реки Пейхо. с 14 по 15 июля корвет доставил российского посланника в Китае к эскадре в Печилийском заливе и обратно. 27 августа «Боярин» по предписанию начальника эскадры отправился в Шанхай с депешами и для погрузки припасов. 2 сентября «Боярин» прибыл в устье реки Вусунг, а 3 октября стал на якорь на рейде Шанхая. 17 октября корвет вышел с рейда с начальником эскадры капитаном 1-го ранга И. Ф. Лихачёвым и отправился в Вусунг, но был замечен почтовый пароход, поэтому «Боярин» стал на якорь, а лейтенант Н. И. Казнаков отправлен за свежей почтой. На следующий день плавание продолжилось, и 23 октября прибыл в Нагасаки за снабжением. 1 ноября «Боярин» был отправлен доставить снабжение на корабли эскадры. 13 ноября снабжение было передано на клипер «Опричник», и далее на клипер «Разбойник», находящийся в Печелийском заливе. 22 ноября корвет перешёл в Шанхай на зимовку. 15 декабря прибыл транспорт «Японец» с приказанием отправить «Боярина», «Воеводу» и «Джигит» в Кронштадт.
15 января 1861 года отряд из трех кораблей («Боярин» брейд-вымпел начальника отряда, «Воевода» и «Джигит») под командованием капитан-лейтенанта барона Г. Г. Майделя вышел из Шанхая на Балтику. За время перехода до Сингапура на корвете дымогарные трубки в двух паровых котлах дали течь, и 31 января «Боярин» зашёл на рейд под парусами. К 13 февраля ремонт был окончен, и отряд покинул рейд Сингапура. До Батавского рейда отряд перешёл за шесть дней. В виду открывшейся течи на «Джигите», корабли вынуждены были перейти к острову Онруст, где имелся плавучий док. 25 февраля «Джигит» был выведен из дока, и 1 марта отряд отправился дальше. Выйдя в Индийский океан на «Боярине» опять дали течь дымогарные трубки, поэтому «Джигит» взял на буксир «Боярин» и буксировал его до тех пор, пока корабли не встали под паруса. В Саймонс-Бэй отряд прибыл 17 апреля. Переход от Батавии длиною 5400 миль занял 48 дней.
Пополнив запасы и отремонтировав неисправности, корабли покинули Саймонс-Бэй 9 мая и обогнув мыс Доброй Надежды встали под паруса. За 55 дней корабли подошли к Азорским островам, тем самым пройдя 6075 миль от мыса Доброй Надежды. После недолгой остановки, отряд отправился на Плимутский рейд, куда прибыл 15 июля. А 28 июля отряд под парами покинул рейд. 4 августа на корвете треснула топка правого котла. 6 августа «Боярин» вступил в Зундский пролив под парусами, и в три часа дня зашёл на рейд Копенгагена под буксировкой «Джигита». В этот же день начался ремонт котла. К 9 числу отряд был готов, и с рассветом 10 августа корабли вышли в море. 13 августа отряд прибыл в Кронштадт. 15 августа Главный командир Кронштадтского порта вице-адмирал Ф. М. Новосильский устроил смотр прибывшим кораблям, а на 16 число назначил им парусное ученье, после чего провёл артиллерийское ученье.

### 1862—1868 года
Тимберован в 1866 году в Кронштадте.
В 1868 году установлены новые механизмы прямого действия низкого давления, изготовленные на Пароходном заводе по системе Гомфрейса и Теннанта.

### 1869—1879 года
5 октября 1869 года корвет «Боярин» в составе отряда под брейд-вымпелом начальника капитана 1-го ранга К. П. Пилкина направлен с Балтики через Атлантику и Индийский океан на Тихий океан. С 15 по 24 июня 1870 года «Боярин» посетил Сидней. Оставался на Тихом океане до января 1872 года. 5 июля 1873 года вернулся в Кронштадт через Индийский океан, Суэцкий канал и Атлантику.
В 1870 году, пройдя модернизацию и ремонт, вновь отправлен на Дальний Восток.
Летом 1872 года корвет состоял в распоряжении главного командира портов Восточного океана, вместо клипера «Абрек», и совершил плавание по пунктам Охотского побережья, после чего зашел во Владивосток. В 1873 году вернулся в Кронштадт вокруг мыса Доброй Надежды.
В 1875 году в составе отряда судов морского училища плавал в Балтийском море и Финском заливе с воспитанниками морского училища со старшим ротным командиром капитан-лейтенантом М. П. Верховским.
С 29 мая по 21 августа 1877 года учебное плавание с воспитанниками морского училища.
С 29 мая по 21 августа 1878 года учебное плавание с воспитанниками морского училища.
С 28 мая по 20 августа 1879 года учебное плавание с воспитанниками морского училища.
С 30 мая по 22 августа 1880 года учебное плавание с воспитанниками морского училища.

### 1880—1889 года
В 1885 году практическое плавание до Стокгольма с воспитанниками морского училища. Старший учебной части — ротный командир училища капитан 2-го ранга М. П. Верховский.

### 1890—1893 года
Превращён в чисто парусное судно для практического плавания с воспитанниками Морского училища.
Исключен из списков флота 31 июля 1893 года.

## Командиры
- хх.хх.хххх — 30.04.1856 — капитан-лейтенант Куприянов, Павел Иванович
- 30.04.1856 — хх.хх.хххх — капитан 1-го ранга Перелешин, Михаил Александрович
- ??.??.1857 — 28.12.1859[30] — капитан 2-го ранга Гревенс, Александр Карлович
- ??.??.1859 — 05.09.1859 — капитан-лейтенант Юнкман, Александр Александрович
- 05.09.1859—??.??.18?? — капитан-лейтенант барон Майдель, Григорий Густавович
- 01.01.1867 — 01.01.1869 — капитан 2-го ранга Гедеонов, Григорий Дмитриевич
- 01.01.1869 — 08.05.1876[31] — капитан-лейтенант (с 01.01.1871 капитан 2-го ранга,с 05.08.1873 капитан 1-го ранга) Серков, Василий Фёдорович
- 15.05.1876[32] — ??.??.1876 — капитан 2-го ранга Григораш, Иван Матвеевич
- ??.??.1876 — ??.??.1882 — капитан 2-го ранга (с 01.01.1881 капитан 1-го ранга) Гренквист, Роман Андреевич
- хх.хх.1882 — хх.хх.1885 — капитан 2-го ранга Мессер, Владимир Павлович
- хх.хх.1885 — хх.хх.1886 — капитан 2-го ранга Зеленой, Николай Александрович
- 12.01.1887 — хх.хх.1889 — капитан 2-го ранга фон Берг, Владимир Рейнгольдович
- хх.хх.1889 — хх.хх.1891 — капитан 2-го ранга Стронский, Иван Иванович

### Старшие офицеры
- 19.05.1879—03.05.1880 лейтенант Н. Н. Ломен
- ??.??.188?—??.??.188? капитан 2-го ранга К. И. Ермолаев
- 27.6.1886—17.5?.1897 капитан 2-го ранга А. С. Загорянский-Кисель
- ??.??.1890—??.??.189? М. А. Мордовин[33]

### Другие должности
- 01.01.1868—??.??.18?? командир 9 роты команды корвета лейтенант Н. Н. Ломен
- ??.09.1869—??.??.18?? младший механик КИМФ кондуктор (с 22.02.1871 прапорщик) П. А. Машнин[28]
- ??.??.1869—??.??.187? вахтенный начальник лейтенант А. А. Конкевич
- ??.??.1869—??.??.1870 лейтенант Л. П. Елагин[34]
- ??.??.1875—??.??.1875 ротный командир при воспитанниках морского училища капитан-лейтенант М. П. Верховский[35]
- ??.??.1878—??.??.18?? ревизор мичман М. А. Мордовин[33]
- 29.05.1877—22.08.1880 вахтенный начальник В. Д. Спицын[29]
- 27.09.1890—19.04.1891 ревизор лейтенант Е. В. Клюпфель
- ??.??.1869—??.??.1873 Р. В. Зотов[36]

### Проходили морскую практику
- 28.05.1875—20.08.1875 воспитанник А. П. Андреев
- ??.??.1881—??.??.1881 гардемарин Вагнер Пётр Николаевич[37]
- 25.05.1882—28.08.1882 Корнильев Александр Алексеевич
- ??.??.1886—??.??.1886 гардемарин Мордовин Константин Павлович[38]

## Память
- В честь корабля названа бухта в заливе Петра Великого на острове Русский (бухта открыта и нанесена на карту в 1859 году, тогда же было присвоено название в честь одного из кораблей русской эскадры корвета «Боярин»)[39].
- Масштабная модель корвета «Боярин» находится в ЦВММ в Санкт-Петербурге.